# Twierdzenie Reesa
Twierdzenie Reesa – twierdzenie algebraiczne noszące nazwisko Davida Reesa, które mówi, iż półgrupa jest całkowicie 0-prosta wtedy i tylko wtedy, gdy jest izomorficzna z pewną regularną półgrupą macierzy Reesa.